# Goldfinder
Goldfinder (* 1764; † 1789) war ein Rennpferd und Deckhengst der Rasse Englisches Vollblut. Als Rennpferd blieb er ungeschlagen. Nach Ende seiner Rennkarriere wurde er als Deckhengst eingesetzt. Er wurde anders als die Hengste seiner väterlichen Linie niemals Champion der Vaterpferde in England und Irland.

## Abstammung
Goldfinder geht in direkter väterlicher Linie auf Darley Arabian zurück. Darley Arabian war 1704 von dem Kaufmann Thomas Darley aus Syrien nach England exportiert worden und war auf dem Landsitz Aldby Park, Buttercrambe von der Darley-Familie als Deckhengst eingesetzt worden. Er ist heute einer der einflussreichsten Gründerväter des Englischen Vollbluts.
Auf mütterlicher Seite findet sich mit Godolphin Arabian ein weiterer Gründungsvater des Englischen Vollbluts. Der Hengst gehörte zu einer Gruppe von Pferden, die der Bey von Tunis dem französischen König Ludwig XV. schenkte. Das Pferd fand aber am französischen Hof wenig Begeisterung und gelangte in den Besitz des Engländers Edward Coke, der ihn als Deckhengst für sein Gestüt in Derbyshire übernahm. Der Hengst taucht in der Ahnentafel von Goldfinder zweimal auf. Er ist Ur-Großvater und Urur-Großvater mütterlicherseits (fachsprachlich: der dritte und vierte Vater in mütterlicher Linie). Vierter Vater in mütterlicher Linie ist außerdem Bartlett’s Childers, ein weiterer Sohn von Darley Arabian und ein Vollbruder von Flying Childers, dem dritten Vater in väterlicher Linie.

## Rennpferd
Goldfinder lief am 5. April 1768 auf einer Rennbahn in Newmarket sein erstes Rennen und gewann als Sieger des Rennens 200 Guinee. Am 29. April desselben Jahres blieb er in einem Rennen mit sechs weiteren Startern ebenfalls erfolgreich. Im Oktober blieb er Sieger eines weiteren Rennens mit insgesamt sechs Startern. Er sollte am nächsten Tag ein Match Race gegen eine Stute laufen, die Sir John Moore gehörte. Moore zog es jedoch vor auf das Rennen zu verzichten und stattdessen 300 Guinees an den Besitzer von Goldfinder zu bezahlen. In seinem letzten Rennen als Vierjähriger gewann er die Contribution Stakes.
Sein erstes Rennen als Fünfjähriger lief er am 31. März 1769, in dem er sich gegenüber vier anderen Pferden durchsetzte. Im Oktober gewann er in Newmarket den „Challenge Cup and Whip“. Wenige Tage später gewann er ein Matchrace gegen Duke of Ancasters Jethro. Dem folgen zwei weitere Siege, darunter der Contribution Stakes.
Im Oktober 1770 gewann er erneut den „Challenge Cup and Whip“ in Newmarket. Vorgesehen war, dass er auch gegen Eclipse rennen sollte, einen Hengst, der bislang wie Goldfinder in jedem Rennen ungeschlagen geblieben war. Einen Tag nach dem „Challenge Cup and Whip“ musste dieses Rennen jedoch auf Grund von Verletzungen des Hengstes abgesagt werden.

## Deckhengst
1771 wurde der Hengst an Sir Charles Medley, 2. Baronet für 1350 Guinees verkauft. Als Deckhengst stand er auf Nuthall Temple in Nottinghamshire. Zu seinen Nachkommen zählen eine Reihe erfolgreicher Rennsieger, darunter mit Serina den Gewinner des St. Leger Stakes im Jahre 1781. Nach dem Tode von Sir Charles Medley im Jahre 1778 wurde Goldfinder für 350 Guinees verkauft und stand ab da in Mitcham, Surrey. Dort diente er bis 1784 als Deckhengst. Er starb 1789 im Alter von 25 Jahren.

## Pedigree
| Vater Snap (GB) 1750   | Snip (GB) 1736        | Flying Childers (GB) 1714 | Darley Arabian           |
| Vater Snap (GB) 1750   | Snip (GB) 1736        | Flying Childers (GB) 1714 | Betty Leedes (GB)        |
| Vater Snap (GB) 1750   | Snip (GB) 1736        | Sister to Soreheels       | Basto                    |
| Vater Snap (GB) 1750   | Snip (GB) 1736        | Sister to Soreheels       | Sister to Mixbury        |
| Vater Snap (GB) 1750   | Sister to Slipby (GB) | Fox 1714                  | Clumsey                  |
| Vater Snap (GB) 1750   | Sister to Slipby (GB) | Fox 1714                  | Bay Peg                  |
| Vater Snap (GB) 1750   | Sister to Slipby (GB) | Gipsey 1725               | Bay Bolton               |
| Vater Snap (GB) 1750   | Sister to Slipby (GB) | Gipsey 1725               | Newcastle Turk mare      |
| Mutter Blank mare (GB) | Blank (GB) 1740       | Godolphin Arabian c.1724  | (unbekannt)              |
| Mutter Blank mare (GB) | Blank (GB) 1740       | Godolphin Arabian c.1724  | (unbekannt)              |
| Mutter Blank mare (GB) | Blank (GB) 1740       | Little Mare               | Bartlett’s Childers (GB) |
| Mutter Blank mare (GB) | Blank (GB) 1740       | Little Mare               | Flying Whig              |
| Mutter Blank mare (GB) | Regulus mare (GB)     | Regulus 1739              | Godolphin Arabian        |
| Mutter Blank mare (GB) | Regulus mare (GB)     | Regulus 1739              | Grey Robinson            |
| Mutter Blank mare (GB) | Regulus mare (GB)     | Lonsdale Arabian mare     | Lonsdale Arabian         |
| Mutter Blank mare (GB) | Regulus mare (GB)     | Lonsdale Arabian mare     | Bonnylass                |

## Einzelbelege
1. ↑   McGrath: Mr. Darley's Arabian. Kapitel „The most esteemed race amongst the Arrabs both by Syre and Dam“, E-Book Position 333.
2. ↑   Archivlink (Memento des Originals vom 11. März 2007 im Internet Archive)  Info: Der Archivlink wurde automatisch eingesetzt und noch nicht geprüft. Bitte prüfe Original- und Archivlink gemäß Anleitung und entferne dann diesen Hinweis.
3. ↑   95% of thoroughbreds linked to one superstud In: New Scientist, 6. September 2005 (englisch).
4. 1 2 3 4 5 6  William Pick, R. Johnson: The Turf Register (Volume II). A. Bartholoman, High-Ousegate, 1805 (englisch).
5. ↑  C. J. E. Weatherby, J. P. Weatherby: The Racing Calendar for the Year 1869 - Races Past. 1869 (englisch).
6. 1 2  Goldfinder. Bloodlines.net, abgerufen am 23. September 2017 (englisch).
7. ↑   Geschichte des Englischen Vollbluts, hier zur Stute Old Morocco Mare, von der Betty Leedes abstammt. Aufgerufen am 23. September 2017